# Bardo
Bardo er en eksperimentalfilm fra 2011 instrueret af Alaya Rienfensthal efter eget manuskript.

## Handling
En kvinde står og ser på sig selv. Et sted imellem hvor hun har været og er på vej hen, står hun og danser på et bord. Et andet sted hvor hun er nu, ligger hun på det samme bord. Der er dækket op med med kaffe og kage, og 6 mænd klædt i sort står og kigger på hende mens tiden går i stå. Er et sted imellem og her og nu det samme og hvor er hun på vej hen?